# Irwin Toy Ltd. c. Québec (Procureur général)
L'arrêt Irwin Toy Ltd. c. Québec (Procureur général) est une décision historique de la Cour suprême du Canada rendue en 1989 sur la liberté d'expression prévue à l'alinéa 2b) de la Charte canadienne des droits et libertés. 
La Cour a conclu que pour déterminer si une violation de l'alinéa 2b) avait eu lieu, il fallait d'abord déterminer si l'activité constitue une activité non violente et qu'elle tente de transmettre un sens. L'étape suivante consistait à déterminer si l'effet ou le but de la législation était de restreindre la liberté d'expression. Appliquant cette analyse, la Cour a conclu qu'une loi québécoise qui restreignait la publicité destinée aux enfants était une loi valide qui violait l'article 2b) mais pouvait être justifiée en vertu de l'article 1 de la Charte canadienne.

## Faits
En 1978 le Québec a adopté une refonte de la Loi sur la protection du consommateur qui prévoit notamment l'interdiction de la publicité commerciale destinée aux personnes de moins de treize ans:

« 248. Sous réserve de ce qui est prévu par règlement, nul ne peut faire de la publicité à but commercial destinée à des personnes de moins de treize ans. »

— Loi sur la protection du consommateur, LQ 1978, c. 9.
. La loi a alors été contestée au motif qu'elle violait la liberté d'expression en vertu de l'alinéa 2b) de la Charte.

## Motifs du jugement de la Cour suprême
Le juge en chef Dickson, le juge Lamer et le juge Wilson ont rédigé la décision de la majorité.

### Liberté d'expression
Les juges ont examiné la justification de la disposition relative à la liberté d'expression et ont énuméré trois motifs: [1]
1. Rechercher et atteindre la vérité est une activité intrinsèquement bonne;
2. La participation à la prise de décision sociale et politique doit être encouragée et encouragée; et
3. La diversité des formes d'épanouissement individuel et d'épanouissement humain doit être cultivée dans un environnement essentiellement tolérant, voire accueillant, non seulement pour ceux qui transmettent un sens, mais aussi pour ceux à qui il est transmis.

Les juges ont ensuite examiné la portée de la liberté d'expression. Ils l'ont défini au sens large comme toute activité qui « tente de transmettre une signification ». Cependant, elle exclut « certaines activités humaines sont purement physiques et ne transmettent ni ne tentent de transmettre une signification » de même que les activités qui sont d'une forme violente.
La majorité a réaffirmé l'arrêt Ford c. Québec de 1988 en concluant que la liberté d'expression incluait la publicité. Par conséquent, ils ont conclu que la loi québécoise violait l'article 2b).

### Atteinte justifiée
Les juges ont ensuite examiné si la loi était justifiée en vertu de l'article 1. Ils ont rejeté l'argument selon lequel la loi n'était pas prescrite par la loi. Une loi n'avait besoin que d'avoir une «norme intelligible» que la loi québécoise satisfaisait.
Lors de l'enquête sur l'atteinte minimale, la Cour a statué que lorsque le gouvernement tente de justifier la nécessité d'une interdiction complète, les tribunaux ne se limiteront pas aux sciences sociales, cependant, le gouvernement doit établir une "base de preuve solide" pour leurs conclusions. [5 ]
La Cour n'a pas été sensible au préjudice causé à Irwin. Les effets de l'interdiction, a déclaré la Cour, n'étaient pas si graves qu'ils l'emportaient sur l'objectif de l'interdiction. Les annonceurs seraient toujours en mesure de diriger des publicités vers des adultes ou d'utiliser d'autres moyens pour vendre des produits pour enfants.